# Broyle Side
Broyle Side är en by i East Sussex i England. Byn är belägen 5,6 km 
från Lewes. Orten har 913 invånare (2015).